# Charles Alderton
Charles Courtice Alderton (1857. június 21. – 1941. május 29.) amerikai gyógyszerész, a Dr Pepper üdítő feltalálója. 

## Fiatalkora
Charles Courtice Alderton 1857. június 21-én született Brooklynban. Szülei Charles Alderton Sr. és Hephzebah Courtice voltak, öt gyermek közül ő volt a legidősebb.
Alderton a Framlingham Kollégiumba járt és a Texasi Egyetemen orvosként tanult. Gyógyszerészként dolgozott Wacoban egy Morrison's Old Corner Drug Store nevű boltban.

## Dr. Pepper megalkotása
Alderton észrevette, hogy a vásárlók unják már a Sarsaparilla citrom- és vaníliaízeket, ezért megpróbálta feléleszteni az eladásokat, új ízkombinációkkal kezdett el kísérletezni, végül egy 23 összetevőből álló keveréket választottak foszforsavval keverve. 1885. december 1-jén adták el legelőször.
Alderton a Morrison's Old Corner Drug Store tulajdonosának, Wade Morrisonnak adta el a keveréket, aki Dr. Peppernek nevezte el. 
Majdnem 20 millió embernek mutatták be az 1904-es világkiállításon Saint Louisban újfajta üdítőitalként.

## Magánélete
Alderton kétszer házasodott meg. Első feleségét, Lilian "Lillie" E. Walkert 1884 októberében vette feleségül. Lillie apjának, JB Walkernek a lakhelyén házasodtak össze. Lillie 1916-ban halt meg. Alderton 1918. december 20-án feleségül vette Emilie Marie Coquille-t New Orleansban.

## Halála
Alderton 83 évesen 1941. május 29-én halt meg Wacoban. Waco Oakwood temetőjében temették el.

## Fordítás
Ez a szócikk részben vagy egészben  a   Charles Alderton című angol Wikipédia-szócikk ezen változatának fordításán alapul.  Az eredeti cikk szerkesztőit annak laptörténete sorolja fel. Ez a jelzés csupán a megfogalmazás eredetét és a szerzői jogokat jelzi, nem szolgál a cikkben szereplő információk forrásmegjelöléseként.